# Percy Andersson

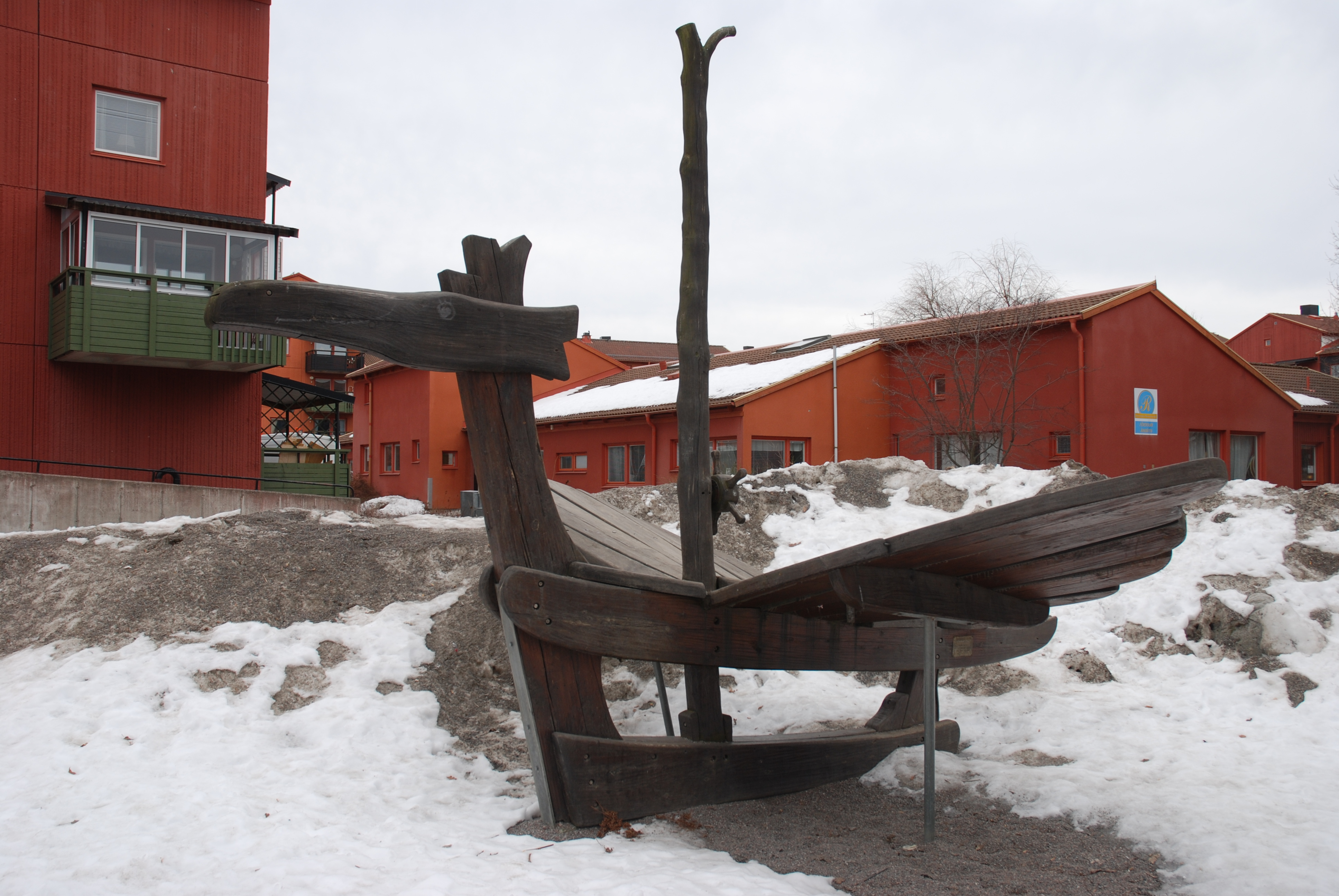
Leonardos dröm, lekskulptur, Ekerö.

Hugo Anders Percy Andersson, född 31 augusti 1929, död 11 april 2022 i Lidingö, var en svensk skulptör. 
Percy Andersson gjorde sig framför allt känd för sina lekskulpturer i trä. Han är begravd på Lidingö kyrkogård.

## Offentliga verk i urval
- Nordstjernan. lekskulptur i trä, 2003. Säbygårdens förskola i Salem [6]
- Älgskeppet, 1984, Nordanå kulturcentrum, Skellefteå [7]
- Linlugg, 1978, Anderstorpsskolan i Skellefteå
- Leonardos dröm, lekskulptur, Ekerö centrum.